# Young Arena
Young Arena är en inomhusarena i den amerikanska staden Waterloo i delstaten Iowa och har en publikkapacitet på 3 500 åskådare. Inomhusarenan öppnades i december 1994 och ägs av staden och underhålls av stadens avdelning City of Waterloo Leisure Services Department. Den används primärt som hemmaarena till ishockeylaget Waterloo Black Hawks i United States Hockey League (USHL) men används också av ishockeylag och konståkning i olika skolserier inom stadens gränser.